# NGC 3237
NGC 3237 (другие обозначения — UGC 5640, MCG 7-22-3, ZWG 212.7, PGC 30610) — линзообразная галактика с перемычкой. Морфологический тип по Вокулёру (R)SAB00 — обладает внешним кольцом, перемычка слабая. Находится в созвездии Большой Медведицы. Открыта Уильямом Гершелем в 1787 году.
Этот объект входит в число перечисленных в оригинальной редакции «Нового общего каталога».
Галактика обращена плоскостью к наблюдателю почти перпендикулярно лучу зрения. У неё большое, яркое ядро и очень слабая перемычка, соединенная с ярким, удлинённым внутренним кольцом. На фотографиях видно также отдельное, менее яркое внешнее кольцо, окружающее галактику. На расстоянии 2,25′ к северо-западу находится слабая галактика поля. При визуальном наблюдении в любительский телескоп среднего диаметра NGC 3237 представляет собой очень тусклую и трудно различимую галактику. Сначала она кажется звездоподобной на всех увеличениях, но при среднем увеличении можно рассмотреть слабую внешнюю оболочку вокруг ядра. Оно более яркое к середине, а оболочка округлая и довольно хорошо очерченная. Гершель обнаружил эту галактику, используя увеличение 300×, чтобы отличить её от звёзд. Радиальная скорость: 7078 км/с. Расстояние: 316 млн световых лет. Диаметр: 120 тыс. световых лет.